# 原田石
原田石（はらだせき、 Haradaite）は、1982年に発表された日本産新鉱物で、東京大学の鉱床学者・渡辺武男、九州大学の吉村豊文などにより、岩手県の野田玉川鉱山と鹿児島県の大和鉱山という二箇所のマンガン鉱床から発見された。化学組成はSrV4+Si2O7。斜方晶系。発見は1962年の吉村らの報告に遡るが、優先権争いを経て吉村と渡辺の両者は合同チームとなったと伝わっている。申請は1963年に為されて承認されたと見られるが、記載論文は長く発表されなかった。1965年に伊藤順により合成されて1967年に構造決定、そして上記の通り記載論文が発表された。
北海道大学の原田準平の鉱物学における業績をたたえて命名された(発見者の渡辺と吉村は共に北海道大学で原田と共に勤めている)。原田石のストロンチウムがバリウムに置換すると、同年に新種記載された鈴木石となる。